# Abolitionnisme (prostitution)
Pour les articles homonymes, voir Abolitionnisme (homonymie).
L'abolitionnisme, dans le domaine de la prostitution, est un courant de pensée relevant du féminisme visant à l'abolition de la pratique de la prostitution, même réglementée et encadrée par l'Etat. Ce modèle est adopté dans neuf pays : la Suède, l'Islande, la Norvège, la France, le Canada, l'Irlande, l'Irlande du Nord, Israël et l'Etat du Maine aux Etats-Unis et est recommandé par le Parlement européen. 
Ce courant considère les personnes prostituées comme victimes d'un système qui les exploite (parfois dit "prostitueur"), même lorsque ces personnes disent pratiquer cette activité volontairement. La pratique de la prostitution ne peut être considérée comme l’exercice d’une liberté individuelle. Elle est considérée comme étant en contradiction avec les droits et la dignité de la personne.

## Principes de l'abolitionnisme
À l'origine du mouvement abolitionniste, il s'agissait de s'opposer à la réglementation de la prostitution qui imposait des contrôles médicaux et policiers aux personnes prostituées. La réglementation de la prostitution, de fait, revient à instituer la prostitution et à officialiser le proxénétisme. Comme le mouvement abolitionniste a identifié que les violences les plus insupportables qui accompagnent la prostitution, comme la traite, la prostitution forcée, la prostitution infantile, sont liées à l'impunité du proxénétisme, l'objectif a été l'interdiction de toute forme « d'exploitation de la prostitution d'autrui ». 
À la suite du constat des limites de la seule interdiction du proxénétisme, et contrairement à un mouvement en faveur d'un retour du réglementarisme, certains mouvements féministes des années 1990 vont revendiquer la pénalisation des clients de la prostitution, considérant que pour faire réellement disparaître la prostitution, il faut faire disparaître le comportement d'achat d'un rapport sexuel. Cette dernière forme d'abolitionnisme est parfois appelée néo-abolitionnisme. 
Dans les débats contemporains, les tenants de l'abolitionnisme opposent souvent le terme au prohibitionnisme qui vise l'interdiction de la prostitution sans aucune distinction entre ses acteurs, et qui promeut donc des mesures juridiques de pénalisation des personnes prostituées. L'abolitionnisme affirme à l'inverse son refus des mesures discriminatoires infligées aux personnes prostituées. Il propose à l'inverse des mesures visant à aider les personnes prostituées à cesser leur activité et réserve les peines légales aux proxénètes, perçus comme les principaux responsables de l'esclavage sexuel. Les défenseurs de l'abolitionnisme proposent également de pénaliser les clients de la prostitution. 

## Histoire de l'abolitionnisme

### Avant Josephine Butler
Il serait anachronique de parler d'abolitionnisme avant l'engagement de Josephine Butler en 1870. Cependant il est possible d'identifier, dans l'histoire des sociétés, des courants de pensée ou des personnages dont l'attitude vis-à-vis de la prostitution constituait une forme d'abolitionnisme avant l'heure : condamnation de la prostitution comme système contraire à la dignité humaine, refus de pénaliser les personnes prostituées et lutte contre le proxénétisme et/ou le clientélisme.
Le prophète Osée au VIIIe siècle av. J.-C. dénonce la prostitution qui se développe dans les deux royaumes hébreux. Il associe la prostitution à de l'idolâtrie, donnant une dimension théologique à sa dénonciation. Pour autant, il épouse une personne prostituée, Gomer. Il ne l'accuse pas elle, mais les clients, les prêtres et les dirigeants, de sa prostitution.
Augustin d'Hippone, au Ve siècle interdit à ses diocésains d'assister à des jeux où il est de notoriété publique que des trafics de prostitution ont lieu. Dans le même sermon, il rappelle les paroles de Jésus déclarant que les « prostituées précéderont [les prêtres et les anciens du temple] au Royaume des cieux » (Mt 21,31).
De 1542 à 1548 Ignace de Loyola fonde la Maison Sainte Marthe à Rome. La prostitution florissante dans la Rome du XVIe siècle lui est un scandale. Ses détracteurs lui reprocheront de vouloir « débarrasser » Rome de la prostitution. Pour ce faire, il ouvre une maison où, pour entrer, les personnes prostituées doivent indiquer leur situation, notamment si elles sont mariées ou célibataires. Après une retraite prêchée par Ignace, elles peuvent choisir de retourner auprès de leur mari, se marier ou devenir religieuses. Ignace ira recruter les candidates parmi les courtisanes des rues de Rome. Face à l'hostilité de la société de l'époque et à l'indifférence de la récente Compagnie de Jésus, la mission de réinsertion de la Casa Santa Marta a été abandonnée rapidement après qu'Ignace se soit déchargé de ses responsabilités dans cette fondation.
L’abolition de la prostitution a émergé au XIXe siècle parallèlement à la lutte contre l’esclavage. Des figures humanistes telles que Victor Hugo, Jean Jaurès et Victor Schoelcher ont défendu l’idée de combattre la prostitution comme une forme d’esclavage. La Commune de 1871 ferme les maisons closes dans plusieurs arrondissements de Paris, tant et si bien que de nombreuses personnes prostituées font cause commune avec les révolutionnaires,.

### Fondation de l'abolitionnisme: Josephine Butler
Le mouvement abolitionniste à proprement parler est né de la réaction à l'alignement du Royaume-Uni sur la réglementation hygiéniste de la prostitution à la française, par les « Contagious Diseases Acts », dans les années 1860. En 1869, sous l'impulsion de Josephine Butler, un mouvement de femmes d'inspiration chrétienne, qui condamne la réglementation, s'organise : le Ladies National Association for the Repeal of the Contagious Diseases Acts.
Le mouvement abolitionniste s'internationalise rapidement dans différents pays d'Europe puis en Amérique, avec des campagnes contre la « traite des Blanches », c'est-à-dire le trafic de femmes à fin de prostitution.
La fédération abolitionniste internationale est fondée par Josephine Butler à Genève en 1875.
Ces actions internationales se concrétisent avec la rédaction de la Convention internationale relative à la répression de la traite des blanches, à Paris le 4 mai 1910. Celle-ci est approuvée par la France le 6 avril 1912.

### Fermetures des maisons closes et convention de l'ONU de 1949
À la suite de la Seconde Guerre mondiale, la communauté internationale engage une réflexion sur la prostitution et son exploitation par des tiers, la considérant comme une atteinte à la dignité humaine. Cette préoccupation s’inscrit dans le cadre plus large de la reconnaissance des droits de l'Homme. Dès 1949, l’Assemblée générale des Nations unies affirme l’incompatibilité de la prostitution avec la dignité humaine. La Convention pour la répression de la traite des êtres humains et de l’exploitation de la prostitution d’autrui, adoptée le 2 décembre 1949, souligne dans son préambule que « la prostitution et le mal qui l’accompagne, le trafic des êtres humains en vue de la prostitution, sont incompatibles avec la dignité et la valeur de la personne humaine ». Les États parties s’engagent ainsi à combattre le proxénétisme sous toutes ses formes et à soutenir les personnes prostituées.
En France la loi du 13 avril 1946 dite loi Marthe Richard impose la fermeture des maisons closes. Après plusieurs tentatives, l'immédiat après-guerre est favorable à la fermeture, les maisons closes ayant bénéficié de la protection du régime de Vichy pour continuer d'exercer et pouvoir accueillir l'armée d'occupation.
En 1979, cette position est renforcée par la Convention sur l’élimination de toutes les formes de discrimination à l’égard des femmes (CEDAW). Son article 6 engage les États parties à « supprimer, sous toutes leurs formes, le trafic des femmes et l’exploitation de la prostitution des femmes », intégrant ainsi explicitement cette question dans la lutte pour l’égalité des sexes.
Au début des années 2000, les Nations unies poursuivent l’élaboration d’instruments internationaux visant à lutter contre la traite des êtres humains et l’exploitation qui en découle. Le Protocole de Palerme, adopté en 2000 et annexé à la Convention des Nations unies contre la criminalité transnationale organisée, inclut « l’exploitation de la prostitution d’autrui ou d’autres formes d’exploitation sexuelle » parmi les finalités de la traite.

### Le néo-abolitionnisme pour la pénalisation des clients de la prostitution
Apparu au début des années 2000, ce courant vise la pénalisation des clients, considérés comme néfastes pour les prostitués, un peu comme les proxénètes. Mais cela revient, dans les faits, à contraindre la pratique de la prostitution à la clandestinité, ce courant est plus proche du prohibitionnisme. Elle considère que la responsabilité des conséquences de la prostitution incombe aux acheteurs de services sexuels et propose, en plus de celle du proxénétisme, la pénalisation des clients (appelés par certains membres de ce courant « prostitueurs » qui cherche à abolir la prostitution en pénalisant les clients, les proxénètes et les prostitués.
La journaliste Mona Chollet critique l'action de groupes militants regroupant des prostituées comme le STRASS, notant qu'ils sont souvent le fait d'hommes alors que la très grande majorité des prostituées sont des femmes, et réfute leur discours de liberté économique : « prôner une liberté à disposer de son corps recouvre d'une aura libertaire une des formes les plus brutales de la domination masculine et économique ». Elle s'en prend aussi à l'argument qui voudrait que les prostituées sont utiles (donc utilisées) à la société afin que les hommes laids ou seuls puissent assouvir leurs besoins ; elle cite pour cela une enquête menée par le sociologue Saïd Bouamama et la militante abolitionniste Claudine Legardinier qui montre que seul un tiers des clients sont célibataires. Enfin, elle cite les exemples de l'Allemagne et les Pays-Bas, où la prostitution n'est pas réprimée, et qui pourtant continue à être surtout féminine, avec des réseaux de proxénètes et de trafiquants, sans que la sécurité des prostituées ait été améliorée. Toutefois, en 2021, dans Réinventer l'amour, elle affirme « regrette[r] amèrement d'avoir pris position, il y a quelques années, pour la pénalisation des clients de la prostitution, en croyant aux promesses qui étaient alors faites de garantir la sécurité physique et matérielle des personnes prostituées ».

## Pays abolitionnistes

Prostitution et proxénétisme, légaux et réglementés
Prostitution légale et réglementée ; proxénétisme illégal
Prostitution légale et non réglementée ; proxénétisme illégal
Semi-légalité : les clients sont passibles de poursuites pénales, mais pas les prostitué(e)s.
Prostitution illégale : les prostitué(e)s sont passibles de poursuites pénales.

Les pays abolitionnistes sont les pays qui ne règlementent ni ne répriment l'exercice de la prostitution. Le proxénétisme y est interdit.

### Pays qui ont été abolitionnistes
- En Suisse, les maisons closes ont été fermées petit à petit dans les différentes villes à la fin du XIXe siècle (1886 à Lugano, 1897 à Zurich, 1899 à Lausanne et dans tout le pays entre les deux guerres), sous la pression du mouvement abolitionniste. Cependant la Suisse redevient réglementariste de fait, avec la dépénalisation de certaines formes de proxénétisme en 1992 (art. 195 du code pénal)[26].

### Pays «néo-abolitionnistes»
Les pays néo-abolitionnistes sont les pays qui pénalisent les clients des personnes prostituées, sans poursuivre ces dernières. Dans de nombreux cas, des mesures d'accompagnement à des alternatives à la prostitution sont prévues. Dans le monde, après la Suède en 1999), Islande ou encore la France ont adopté un arsenal législatif pénalisant les clients des prostitués.
En Finlande, la loi prévoit depuis 2006 une peine de six mois de prison pour les clients des prostituées « victimes du proxénétisme ou du trafic d'êtres humains ». Le mouvement abolitionniste critique cette mesure comme inapplicable dans les faits.
Des rapports mentionnent des bilans contrastés concernant l'abolition de la prostitution en Norvège, la précarisation des prostituées n'ayant pas diminué.

En France, l'Assemblée nationale a adopté le 6 décembre 2011 une proposition de résolution qui réaffirme la position abolitionniste de la France, en reconnaissant que les personnes prostituées sont dans leur grande majorité victimes d’exploitation sexuelle, et en mettant en avant la responsabilité des clients. Une autre proposition de loi visant à pénaliser les clients de la prostitution a été déposée en 2011 et a fait fortement débat, elle n'a pas été votée à cause de surcharge du calendrier parlementaire. Finalement en 2016 une loi a été adoptée, permettant l'exercice de la prostitution et le racolage, mais pénalisant l'achat de services sexuels,. Ayant fait l'objet d'une question prioritaire de constitutionnalité, cette loi a été déclarée conforme à la Constitution française par le Conseil constitutionnel le 1er février 2019. La France défend depuis une position abolitionniste auprès de ses partenaires et promeut le modèle abolitionniste par sa diplomatie.

## Figures de l'abolitionnisme
- Josephine Butler (1828-1906), réformatrice sociale féministe britannique. Elle est considérée comme la mère de l'abolitionnisme avec la fondation de la Fédération abolitionniste internationale (FAI).
- Linda Gustava Heymann (1868-1943), enseignante et journaliste, une des cheffes de file du féminisme allemand au début du XXe siècle. Dans un effort pour « aider les femmes à se libérer de la domination masculine », elle a cofondé le mouvement pour l'abolition de la prostitution en Allemagne.
- Alexandra Kollontai (1872-1952), femme politique communiste russe et membre du premier gouvernement bolchevik après la Révolution d'Octobre, gouvernement qui mit fin aux réglementations de la prostitution du régime tsariste. Elle appelle à la disparition de la prostitution comme du mariage, qu'elle met sur le même plan d'un point de vue moral et dont elle affirme que les deux se nourrissent de l'inégale répartition des ressources entre hommes et femmes dans un système bourgeois patriarcal.

« Pour nous, dans la république ouvrière, il n'est pas important qu'une femme se vende à un homme ou à plusieurs, qu'elle soit catégorisée comme une prostituée professionnelle vendant ses faveurs à une succession de clients ou comme une femme se vendant à son mari. »
- Gisèle Halimi (1927-2020), avocate, anciennement députée socialiste et ambassadrice de France à l'UNESCO, militante politique et féministe[35]. En 2002, dans une tribune du quotidien Le Monde, elle répond à une proposition de Françoise de Panafieu de réouverture des maisons closes, s'opposant ainsi à Élisabeth Badinter. En 2006, elle dénonce la construction d'un bordel destiné aux spectateurs de la Coupe du monde de football en Allemagne, en s'adressant à la chancelière Angela Merkel[36].

« Interpréter le « mon corps m'appartient » des féministes comme le droit de le vendre est un non-sens. Et la négation parfaite de la misère, du déracinement, de l'inculture ainsi que des méfaits de la mondialisation marchande.»
- Janice Raymond (1943-), philosophe féministe américaine, professeure émérite en bioéthique et en études des femmes, un temps co-directrice exécutive de la Coalition Against Trafficking in Women (Coalition contre le trafic des femmes, CATW).
- Andrea Dworkin (1946-2006), autrice, oratrice, théoricienne et militante féministe radicale américaine. Survivante de la prostitution après avoir fui la violence conjugale de son mari, elle signe ensuite notamment Woman Hating (1974) et Pornographie (1979) et s'allie avec Catharine MacKinnnon pour combattre la prostitution et la pornographie comme des violences sexuelles majeures[38].
- Catharine MacKinnon (1946-), avocate, juriste, enseignante et militante féministe radicale américaine. Autrice de Traite, prostitution, inégalité (M. Éditeur, 2014), elle est à l'origine de la définition légale du harcèlement sexuel aux États-Unis et a joué un rôle de premier plan dans la reconnaissance du viol comme crime de guerre en droit international public.

## Organisations abolitionnistes
Beaucoup d'organisations ont pris position en faveur de l'abolitionnisme, sous une forme ou une autre, notamment afin d'être en cohérence avec leurs principes fondateurs (féminisme, humanisme…).
Les organisations mentionnées ici ont comme objectif constitutif l'abolitionnisme.

### Organisations internationales
- Fédération abolitionniste internationale (FAI)
- Coalition Against Trafficking in Women (CATW)
- Coalition pour l'abolition de la prostitution (CAP International)

### France
- Union contre le trafic des êtres humains (UCTEH)
- Mouvement du Nid
- Amicale du Nid
- Parti communiste français
- Mouvement jeunes communistes de France
- Le Cri
- Fondation Jean-et-Jeanne-Scelles (ou Fondation Scelles)
- Zéromacho
- Abolition 2012

### Québec
- Concertation des Luttes contre l'Exploitation Sexuelle (CLES)